# Cadeix (Síria)
Cadeix també Kadesh o Qadeš, nom que vol dir ‘Santa’, i també coneguda com a Kinza, era una ciutat de Síria, a la vora del riu Orontes, probablement localitzada a la moderna excavació de Tell Nebi Mend, uns 24 km al sud-oest d'Hims.

## Història
Era una ciutat dels cananeus que aliada a una altra ciutat important, Megiddo, i altres menors, es va oposar a la conquesta de la regió per part de Tuthmosis III faraó d'Egipte. A les tauletes d'Amarna la ciutat s'anomena Qidshu i era probablement aliada del rei hurrita de Mittani. Els egipcis, vencedors a la batalla de Meguidó, van imposar la seva hegemonia a la zona del Llevant.
Després de la victòria del rei hitita Subiluliuma I sobre el regne de Niya, al sud d'Alep, es va dirigir al sud, en direcció a Qatna on el rei Akizzi se li va sotmetre. Tot seguit va continuar avançant cap a Apa (potser Apina o Upe, després Damasc), regió que almenys en part era controlada per Egipte. En aquest moment Suttarna, rei de Cadeix (vassall egipci) i el seu fill Aitaqqama, que potser es van sentir amenaçats, van atacar als hitites tot i que Subiluliuma no havia fet cap moviment per atacar Cadeix. El rei hitita els va derrotar i es van refugiar a la ciutat de Abzuya, ciutat que els hitites van assetjar i conquerir, i Suttarna, el seu fill i altres familiars (fills, germans) van ser fets presoners i van marxar amb el rei cap a Hattusa, la capital hitita. Tot seguit Subiluliuma va establir com a rei vassall a Aitaqqama (Etakkama), però després de la sortida dels hitites el nou sobirà va insistir en una carta en la seva lleialtat al faraó.
Cadeix, que feia uns 150 anys que era vassall d'Egipte, es va aliar amb els hitites. Cap a l'any 1300 aC Seti I la va dominar un temps breu. Es va rebel·lar contra egipte, potser incitada per Mitanni, en temps del rei hitita Muwatal·lis II. Ramsès II, que llavors era el faraó, va preparar una expedició militar com a resposta. Els dos exèrcits van xocar a la zona del riu Orontes, a la vora de la ciutat, i es va lliurar l'anomenada batalla de Cadeix entre hitites i egipcis; els egipcis es van atribuir la victòria però es creu que el resultat va ser més aviat favorable als hitites. Les úniques fonts conservades són les dels egipcis, que s'atribueixen la victòria, però es conserva un anomenat Tractat de Cadeix, signat entre els hitites i els egipcis que sembla indicar que els hitites en podrien haver sortit vencedors. La data de la batalla no està establerta definitivament però va ser als voltants del 1285 aC. Cadeix va seguir sota influència hitita i va restar en el seu poder durant un segle com a estat vassall.
El regne va passar finalment als israelites al segle XI aC.